# Krasnodar-Anapa
La Krasnodar-Anapa es una carrera ciclista rusa que fue creada en 2015. Esta carrera forma parte desde su creación del UCI Europe Tour, en categoría 1.2.

## Palmarés
| Año  | Ganador             | Segundo      | Tercero      |
| ---- | ------------------- | ------------ | ------------ |
| 2015 | Andréi Soloménnikov | Roman Maikin | Vitaliy Buts |

## Palmarés por países
| País  | Victorias |
| ----- | --------- |
| Rusia | 1         |